# ويلهلم شميد (رسام)
ويلهلم شميد هو رسام سويسري، ولد في 7 فبراير 1892 في Remigen ‏ في سويسرا، وتوفي في 1 ديسمبر 1971 في لوغانو في سويسرا.